# 4301 Boyden
4301 Boyden este un asteroid din centura principală, descoperit pe 7 august 1966, de Boyden Observatory.